# Blocco automatico a correnti codificate
Blocco automatico a correnti codificate, abgekürzt BACC oder BAcc, deutsch in etwa ‚Automatischer Streckenblock mit codierten Gleisstromkreisen‘, ist ein italienisches Streckenblocksystem, das mit Gleisstromkreisen arbeitet, die nicht nur für die Gleisfreimeldung verwendet werden, sondern auch zur linienförmigen Übertragung der Information für die Zugbeeinflussung und Führerstandssignalisierung herangezogen werden. Das Streckenblocksystem ist auf allen konventionellen Eisenbahnstrecken mit Höchstgeschwindigkeiten über 150 km/h im Rete Ferroviaria Italiana (RFI) der Ferrovie dello Stato Italiane (FS) installiert.
Die Führerstandssignalisierungs- und Zugbeeinflussungssysteme RS4 Codici, RS9 Codici und SCMT verwenden die von den kodierten Gleisstromkreisen übertragene Information zur Anzeige der Signale auf dem Führerstand des Triebfahrzeugs. Die Abkürzung RS4 Codici und RS9 Codici stehen für Ripetizione Segnali a 4 codici und Ripetizione Segnali a 9 codici, deutsch in etwa ‚Signalwiederholung (im Führerstand) mit 4 Codes‘ respektive ‚Signalwiederholung (im Führerstand) mit 9 Codes‘. SCMT steht für Sistema di Controllo della Marcia del Treno, deutsch in etwa ‚System zur Überwachung der Zugsfahrt‘. 

## Gleisstromkreis

### BAcc mit 4 Codes
In den Schienen fließt ein Wechselstrom mit einer Frequenz von 50 Hz, der sowohl der Gleisfreimeldung dient, wie auch als Trägersignal für die Führerstandssignalisierung (italienisch Ripetizione Segnali Continua, abgekürzt RSC) verwendet wird. Der Strom wird mit einer von den Begriffen der Eisenbahnsignalen entlang des Fahrstraße abhängigen Frequenz moduliert. Die Modulation erfolgt durch Signalunterbrechung, das heißt, dass bei einer Modulationsfrequenz von 75 Hz der Strom 75 Mal pro Sekunde unterbrochen. Das System erlaubt die Übertragung von vier Codes: 75 Hz, 120 Hz, 180 Hz und 270 Hz. Es kann bis zu einer Streckengeschwindigkeit von 180 km/h verwendet werden. Die RSC-Signale können von Fahrzeugen ausgewertet werden, die über die Bordausrüstung von RS4 Codici, RS9 Codici oder SCMT verfügen.

### BAcc mit 9 Codes
Auf Strecken, die mit BAcc für 9 Codes ausgerüstet sind, fließt zusätzlich zum 50 Hz-Trägersignal ein 178 Hz-Trägersignal in den Schienen, das mit 75 Hz oder 120 Hz moduliert wird oder gar nicht vorhanden sein kann. Es dient der Übertragung von zusätzlicher Information, welche die Information der vier bereits vorhandenen Codes des 75 Hz Signals verfeinert. BAcc mit 9 Codes wird nur auf der Schnellfahrstrecken Florenz–Rom und Neapel–Salerno verwendet, sowie auf einigen kurzen Abschnitte der übrigen Schnellfahrstrecken, die nicht mit ETCS ausgerüstet sind. Die Höchstgeschwindigkeit ist auf 250 km/h begrenzt. Das RSC-Signal kann von Fahrzeugen ausgewertet werden, die mit RS9 Codici oder mit SCMT ausgerüstet sind. Fahrzeuge mit RS4 Codici können auf den Strecken mit 9 Codes nur die Information des 75 Hz Signals anzeigen.    

### BAcc mit 5 Codes
Auf einigen Strecken wurde ein BAcc mit 5 Codes eingeführt. Er entspricht dem BAcc mit 9 Codes, verwendet aber das 178 Hz-Trägersignal nur mit der 75 Hz-Modulation, sodass als einziger zusätzlicher Code, derjenige mit der Bezeichnung 270* zur Verfügung steht, der eine Höchstgeschwindigkeit von 220 km/h anzeigen kann. Dementsprechend wird BAcc mit 5 Codes auf Strecken eingesetzt, die mit einer Höchstgeschwindigkeit von 220 km/h befahren werden. Dies sind unter anderem der viergleisige Abschnitt Padua–Mestre, der Bahnstrecke Mailand–Venedig oder der Abschnitt Barletta–Bari–Lecce der Bahnstrecke Ancona–Lecce, der bis 2023 vollständig mit diesem System ausgerüstet werden soll.
| Modulationsfrequenz des 50 Hz-Trägersignals | Modulationsfrequenz des 178 Hz-Trägersignals | Bezeichnung            | Bedeutung |
| ------------------------------------------- | -------------------------------------------- | ---------------------- | --- |
| (keine)                                     | (keine)                                      | AC (Assenza di Codice) | Übertragungsausfall, beispielsweise bei Befahren eines nicht entsprechend ausgerüsteten Gleises im Bahnhof |
| 75 min−1                                    | (keine)                                      | 75                     | Das nächste Signal zeigt „Halt“, Einfahrt in ein Stumpfgleis, in ein teilweise besetztes Gleis oder in ein Gleis mit sehr kurzem Bremsweg |
| 120 min−1                                   | (keine)                                      | 120                    | Das nächste Signal zeigt eine Geschwindigkeitsbeschränkung (auf 30 km/h, 60 km/h oder 100 km/h) |
| 120 min−1                                   | 75 min−1                                     | 120*                   | Das nächste Signal zeigt eine Geschwindigkeitsbeschränkung auf 100 km/h |
| 120 min−1                                   | 120 min−1                                    | 120**                  | Das nächste Signal zeigt eine Geschwindigkeitsbeschränkung auf 130 km/h. Dieser Code wird derzeit nicht genutzt. |
| 180 min−1                                   | (keine)                                      | 180                    | Das nächste Signal zeigt freie Fahrt, das übernächste Signal jedoch „Halt“ oder eine Geschwindigkeitsbeschränkung. Dieser Code wird auch verwendet, um das Ende der mit BACC gesicherten Strecke anzukündigen.                                |
| 180 min−1                                   | 75 min−1                                     | 180*                   | Das nächste Signal zeigt freie Fahrt, das übernächste Signal jedoch eine Geschwindigkeitsbeschränkung (auf 100 km/h oder 130 km/h), oder es folgt eine Langsamfahrstelle mit einer zulässigen Höchstgeschwindigkeit von 150 km/h oder weniger |
| 270 min−1                                   | (keine)                                      | 270                    | Freie Fahrt mit maximal 180 km/h |
| 270 min−1                                   | 75 min−1                                     | 270*                   | Freie Fahrt mit maximal 220 km/h |
| 270 min−1                                   | 120 min−1                                    | 270**                  | Freie Fahrt mit maximal 250 km/h |

## RS4 Codici und RS9 Codici
Die Bordausrüstung von Triebfahrzeugen, die mit dem Führerstandssignalisierungs- und Zugbeeinflussungssystemen RS4 Codici oder mit RS9 Codici ausgerüstet sind, besteht aus folgenden Teilen:
- Empfangsspulen über den Schienen vor den Endachsen des Triebfahrzeugs oder der ersten Achse unter dem Führerstand eines Steuerwagens
- rechnergestütztes Fahrzeuggerät zur Dekodierung der empfangenen Signale und der Überwachung der Geschwindigkeitsvorgaben
- Bremswirkgruppe
- Anzeige- und Bediengerät in jedem Führerstand

Sie überwacht die zulässige Höchstgeschwindigkeit und kann bei Nicht-Einhaltung über die Bremswirkgruppe in das Bremssystem eingreifen. Das Anzeigegerät im Führerstand zeigt dem Triebfahrzeugführer Information über die Stellung der Eisenbahnsignalen entlang des Fahrweges an. 
Jede Änderung des auf dem Führerstand angezeigten Fahrbegriffs zu einem restriktiveren Fahrbegriff verlangt vom Triebfahrzeugführer eine Quittierung mit der Taste RIC (Riconoscimento „Quittierung“) am Bediengerät. Wird diese nicht innerhalb von 3 Sekunden betätigt, erfolgt eine Zwangsbremsung.
Bei Ausfall des Codes auf der Strecke wird dies durch den weißen Melder AC (Assenza di Codice „Fehlender Code“) angezeigt und eine Zwangsbremsung ausgelöst. Um die Zwangsbremsung wieder aufzuheben, muss, die Taste RM (Riarma Freno „(Zwangs)bremse rücksetzen“) betätigt werden.
Führt die Fahrt aus einem Bereich mit BAcc in einen Bereich ohne BAcc wie zum Beispiel Nebengleise in einem Bahnhof, muss vor dem Verlassen der BAcc-Bereichs die Taste PRE (Pre-Riconoscimento „Vor-Quittierung“) betätigt werden um zu verhindern, dass die Zwangsbremsung durch den fehlenden Code ausgelöst wird. Die Betätigung ist erst möglich, wenn der Code 120 Hz empfangen wird, der auf eine folgende Geschwindigkeitsbeschränkung hinweist und den gelben Leuchtmelder RV (Riduzione Velocità „Reduzierung der Geschwindigkeit“) aufleuchten lässt.

### RS4 Codici
RS4 Codici kann die folgenden Information auf den Führerstand übertragen:
- Freie Fahrt
- Geschwindigkeitsbeschränkung
- Freie Fahrt mit Halt oder Geschwindigkeitsbeschränkung am übernächsten Signal
- Halt

### RS9 Codici
RS9 Codici kann mit den zusätzlichen übertragenen Codes, die von RS4 Codici übertragenen Information genauer aufschlüsseln:
- die Geschwindigkeitsbeschränkung am nächsten Signal kann zwischen 30, 60 oder 100 km/h, 100 km/h oder 130 km/h unterschieden werden
- der restriktivere Begriff am übernächsten Signal kann zwischen Halt oder Geschwindigkeitsbeschränkung kleiner 100 km/h und Geschwindigkeitsbeschränkung nicht kleiner 100 km/h unterschieden werden
- der Begriff Freie Fahrt kann für die Fahrt mit Höchstgeschwindigkeit 180 km/h, 220 km/h oder 250 km/h übertragen werden

oder beim Befahren von Strecken, die nur mit RS4 Codici ausgerüstet sind, zeigt die Bordausrüstung eines RS9 Codici-Fahrzeugs die gleiche Information an wie eine RS4 Codici-Fahrzeug, womit das RS9 Codici-System mit dem RS4 Codici-System abwärtskompatibel ist.
Dem Triebfahrzeugführer werden die Stellung des nächsten Signals und die Geschwindigkeitsvorgabe entsprechend dem Geschwindigkeitscode angezeigt. Das System überwacht kontinuierlich die Geschwindigkeit. Bei überhöhter Geschwindigkeit oder beim Verfehlen des vorgesehenen Haltepunktes wird auf dem Zug mittels der Bremswirkgruppe eine Zwangsbremsung ausgelöst. 

## SCMT
Das Führerstandssignalisierungs- und Zugbeeinflussungssystem hat die beiden Systeme RS4 Codici und RS5 Codici ab 2007 praktisch vollständig abgelöst. Es bietet gegenüber den Systemen RS4 Codici und RS5 Codici eine erhöhte Sicherheit, indem zusätzliche Informationen über die Strecke und die Signale mittels Eurobalisen auf das Fahrzeug übertragen werden. SMCT nutzt aber weiterhin die Signale von RSC, auch die Bedienung wurde von RS4 Codici und RS9 Cidici übernommen. Die zulässige Höchstgeschwindigkeit und die Bremsung des Zuges werden vom Rechner der SCMT-Fahrzeugausrüstung mittels Bremskurven überwacht, wobei diese sich je nach Eigenschaft des Zuges ändern. Aus der Sicht des in der EU standardisierten Zugbeeinflussungssystem ETCS ist SCMT ein Klasse-B-System (Class B-System).